# 双台镇
双台镇，是中华人民共和国辽宁省营口市盖州市下辖的一个乡镇级行政单位。

## 行政区划
双台镇下辖以下地区：
思拉堡村、四方台村、破台子村、松树沟村、东双台村、西双台村、董屯村、柳河寨村、黄旗堡村和复兴村。